# Marian Gała
Marian Gała (ur. 3 maja 1935 w Kraszkowicach, zm. 14 listopada 1992) – polski działacz partyjny i państwowy, wicewojewoda skierniewicki (1975–1981) i wojewoda białostocki (1986–1990), wiceminister oświaty i wychowania (1982–1986).

## Życiorys
Od lat 50. pracował jako nauczyciel i kierownik szkół podstawowych w województwie łódzkim. W okresie 1973–1975 pełnił obowiązki przewodniczącego Prezydium Rady Narodowej w Wieluniu oraz naczelnika miasta i gminy. W 1975 mianowany wicewojewodą skierniewickim (do 1981). W latach 1982–1986 sprawował funkcję podsekretarza stanu w Ministerstwie Oświaty i Wychowania. Od 1986 do 1990 był wojewodą białostockim.
Odznaczony Krzyżem Oficerskim i Kawalerskim Orderu Odrodzenia Polski i Srebrnym Krzyżem Zasługi.